# بدو، پنجاب
بدو (به انگلیسی: Baddo) یک منطقهٔ مسکونی در پاکستان است که در پنجاب واقع شده‌است. بدو ۲۶۲ متر بالاتر از سطح دریا واقع شده‌است.